# 明治天皇
明治天皇（日语：／ Meiji Tennō；1852年11月3日—1912年7月30日），為日本第122代天皇（1867年2月13日—1912年7月30日在位）。大日本帝国第1代大元帅（1889年－1912年在任），諱睦仁（日语：／ Mutsuhito），孝明天皇第二子，母為典侍中山慶子。出生時稱號為祐宮，徽印印號為永，見證了日本從孤立的封建國家向工業化世界強國的轉變。
1852年11月3日（嘉永五年九月二十二日），睦仁出生於外祖父中山忠能的宅邸，幼年居於京都御所以及東宮御所。1867年2月13日，按其繼承順位，睦仁親王以年僅14歲之齡即位為天皇。1868年10月23日改元明治，是為明治天皇。在1869年3月28日第二次行幸東京後，將皇室自京都遷移至東京城，之後的歷代天皇皆以東京城做為皇居。按1889年頒布的《大日本帝國憲法》，明治天皇作為名義上大日本帝國陸軍與大日本帝國海軍的大元帅。明治天皇在位期间，可能被认为是明君，也是日本史上有名的天皇，被后世尊称“大帝”。1912年（明治45年）7月30日，明治天皇驾崩於東京皇宮，享年59歲。

## 生平

### 出生
嘉永4年（1851年），中山忠能的次女中山庆子被纳入宫中充任典侍，成为孝明天皇的后宫，因深得天皇宠爱，不久就怀孕。嘉永5年（1852年）11月3日，睦仁出生在慶子於京都石藥師的娘家中山邸，為孝明天皇的第二皇子。7日後（11月10日），其父賜名「祐宮」，直至安政3年（1856年9月29日）才從中山邸移至宮中扶養。由於孝明天皇的後宮沒有再生育其他皇子，便在1860年7月10日（万延元年），敕令祐宮做為女御九條夙子的「實子」，並在同年9月28日封他為親王，諱名「睦仁」。
1867年1月30日（慶應二年十二月二五日），孝明帝駕崩，年僅14歲的睦仁親王按其繼承順位成為天皇。

### 娶妻
1867年（慶應3年）5月18日，一條忠香三女一條勝子入宮，同年6月28日明治天皇封其為女御。明治元年12月26日（1869年2月7日）一條勝子改名為美子（はるこ），敘從三位。同年12月28日，被冊立為皇后，是謂昭憲皇太后。美子實際上長睦仁三歲，為了要避諱，官方資料改為嘉永3年（1850年）出生。最初依循中世紀以來的慣例，而設中宮職，稱號為「中宮」，隔年，將中宮職改為皇后宮職，稱號也改為皇后宮，此後中宮職遭到廢除，且不再使用「中宮」稱號。

### 江户开城
1868年4月11日（慶應四年），江戶幕府第15代將軍德川慶喜把政權交還天皇，結束了持續265年的江戶幕府時代，江户开城宣告了德川幕府走向覆灭。

### 迁都东京
1868年2月10日（应庆四年1月17日），鸟羽伏见之战后，参与大久保利通向总裁有栖川宮炽仁亲王提议行幸大坂。同年1月23日，在太政官会议上提出迁都大坂的建议，但遭保守派公卿反对，1月26日建议书被否决。随后大久保通过副总裁岩仓具视提出大坂行幸议案，保守派也接受议案，1月29日得到通过。大坂失去了一個作為成為皇居駐地的機會。
应庆四年（1868年）閏4月1日，迁都大坂的建议被否决後，軍務官判事大木喬任和東征大總督府監軍江藤新平向岩倉具視提出「東西兩都」的建議書，並提出建設江戶和京都之間的鐵路。「東西兩都」的建議書得到了認可。1868年4月6日（慶應四年3月14日），頒布《五條御誓文》為國是綱領。
由於江户本來為德川家的封地，在1868年（应庆四年）5月24日，德川將軍家被移封駿府（靜岡）70萬石。1868年9月3日，頒布《稱江戶為東京詔書》。詔書中天皇把江戶納為直属封地，家臣亦被轉封，昔日江戶幕府的駐地江戶易名為「東京」，江戶城更名為東京城（東京城／とうけいじょう tōkei jō ?）。

### 即位為日本天皇
1868年（明治元年）10月23日正式改元「明治」，取《易經·說卦傳》之「聖人南面而聽天下、嚮明而治」之意。

### 第一次行幸東京

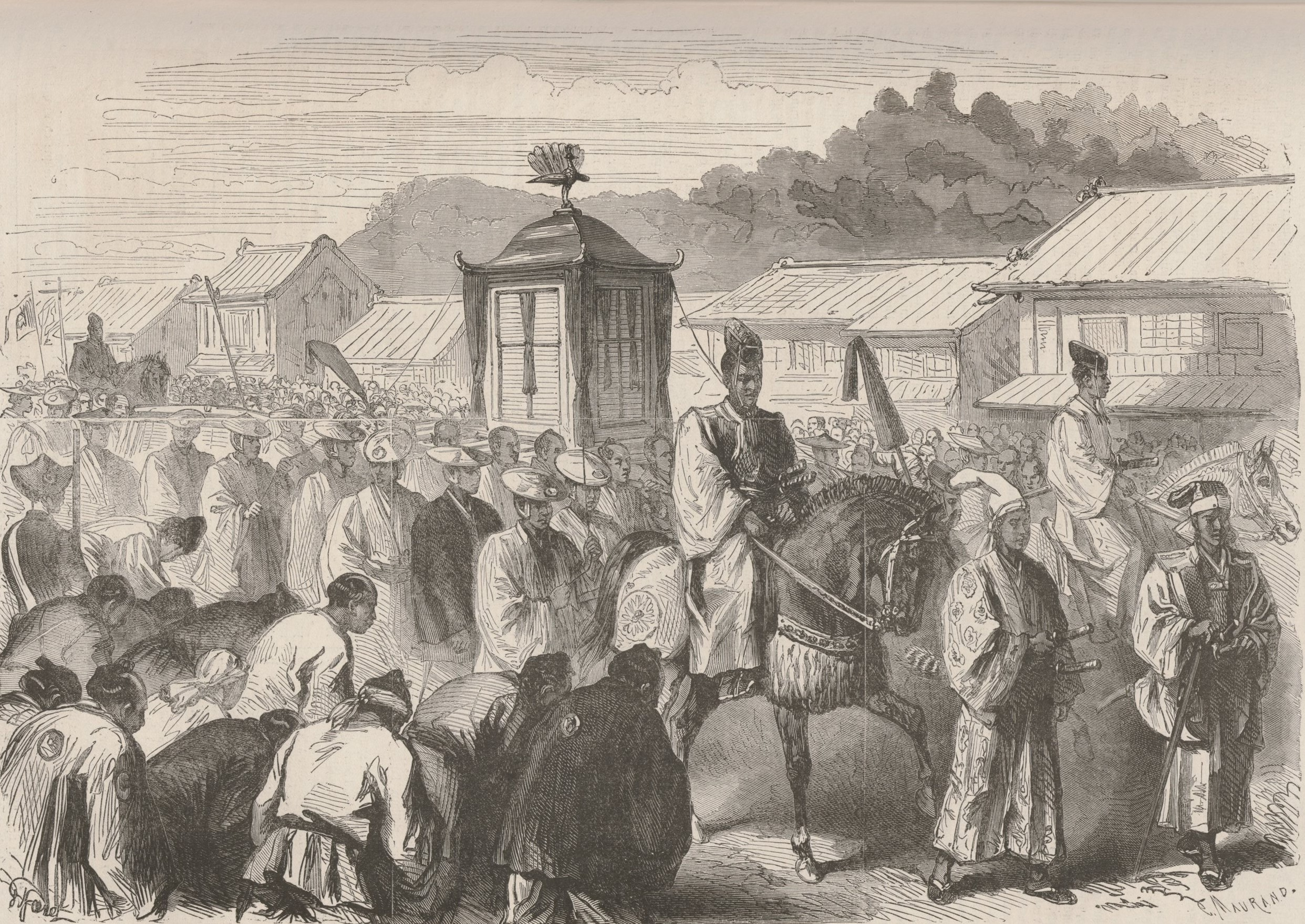
十六歲的明治天皇，1868年底從京都前往東京

1868年（明治元年）9月20日在岩倉具視、議定中山忠能、外國官知事伊達宗城等人陪同下，明治天皇離開京都前往東京行幸。擔負警衛的是長州藩、土佐藩、備前藩、大洲藩的藩兵3,300人。1868年10月13日到達東京。10月17日明治天皇發布《御東幸萬機御親裁ノ詔書》。12月8日孝明天皇三周年忌辰祭和立後典禮的時候明治天皇才還幸京都。12月22日返回京都，並宣布在江戶舊本丸遺址上建造新皇宮。

### 登基大典

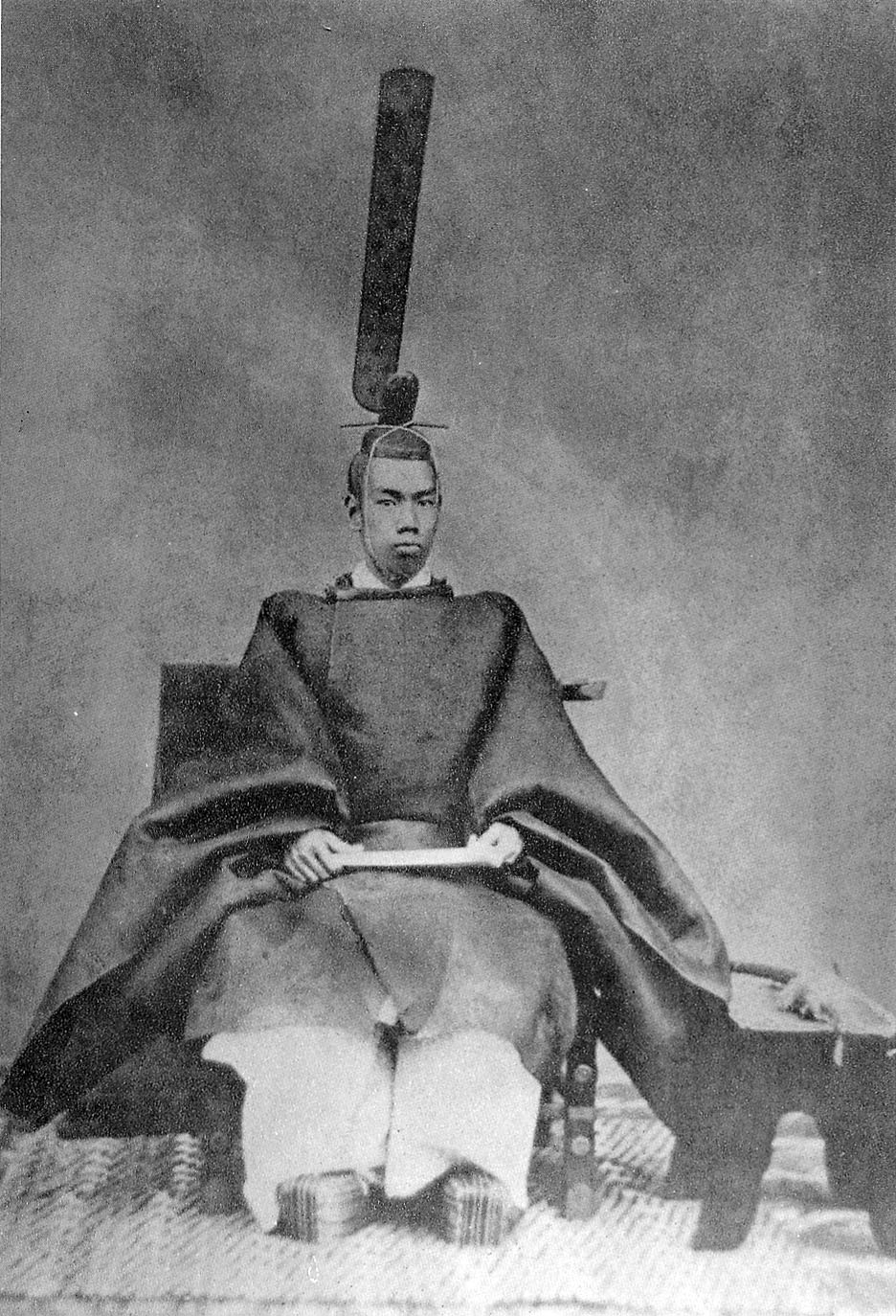
16歲登基時的明治天皇著黃櫨染御袍（摄於1868年）

1868年10月12日，明治天皇於京都御所進行即位礼。

### 第二次行幸東京

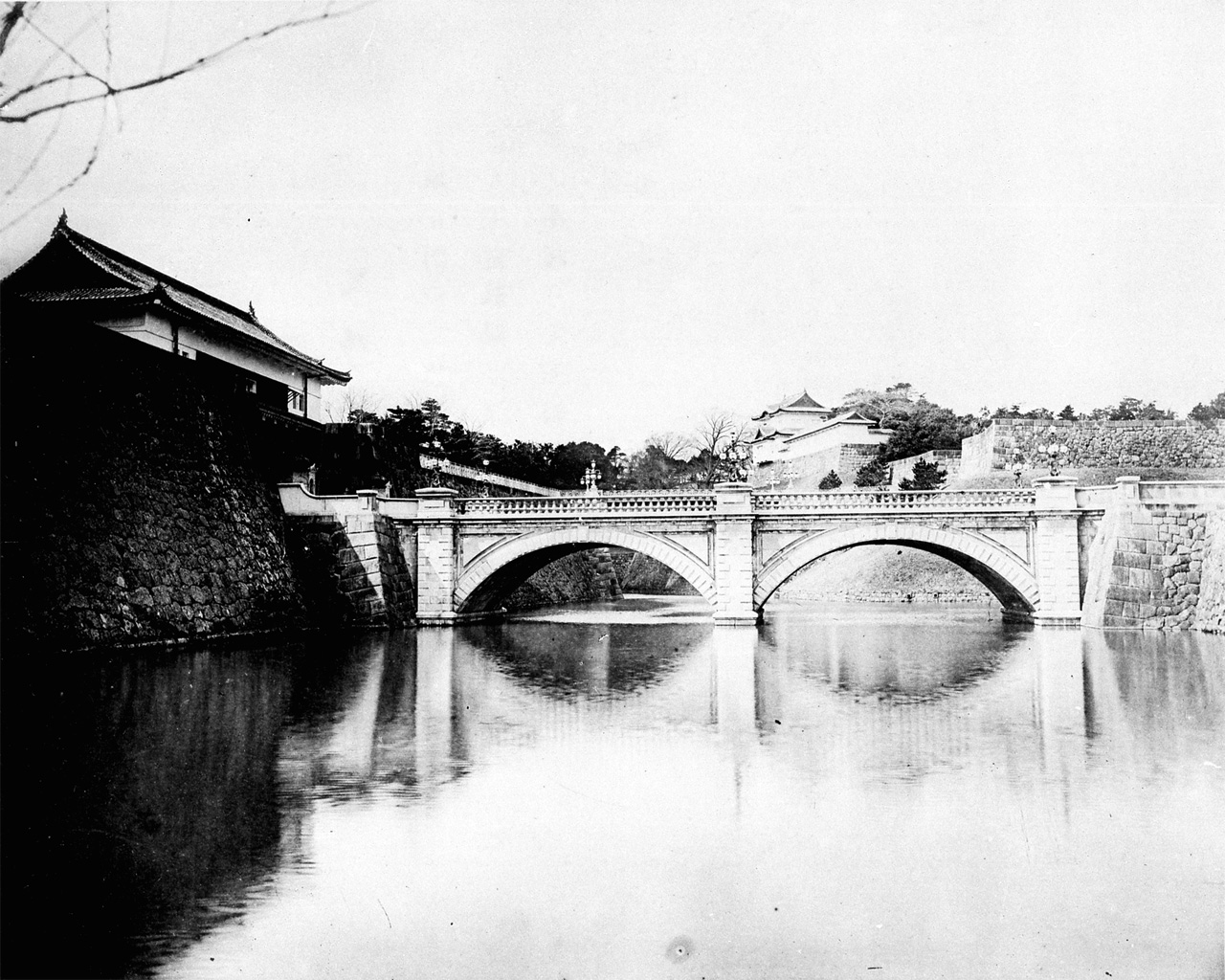
1902年6月，東京皇居

1869年（明治2年）1月25日岩倉具視向天皇進言建議遷都。3月7日天皇第二次行幸東京，3月28日到達。這次太政官也一同來到東京，京都則設置留守官，並將皇室與中央政府自京都遷移至江戶，再將東京城更名為皇城（皇城／こうじょう kōjō ?），之後的歷代天皇皆以原江戶城做為皇居。

### 大尝祭
1871年（明治4年）3月發表在東京舉行大嘗祭的決定，8月23日完成首都機能轉移。同年11月17日在東京首次舉行大尝祭。從此京都只是日本名義上的首都，江戶變成東京再次成為政治中心。1871年12月28日進行大尝祭。

### 頒布《大日本帝國憲法》

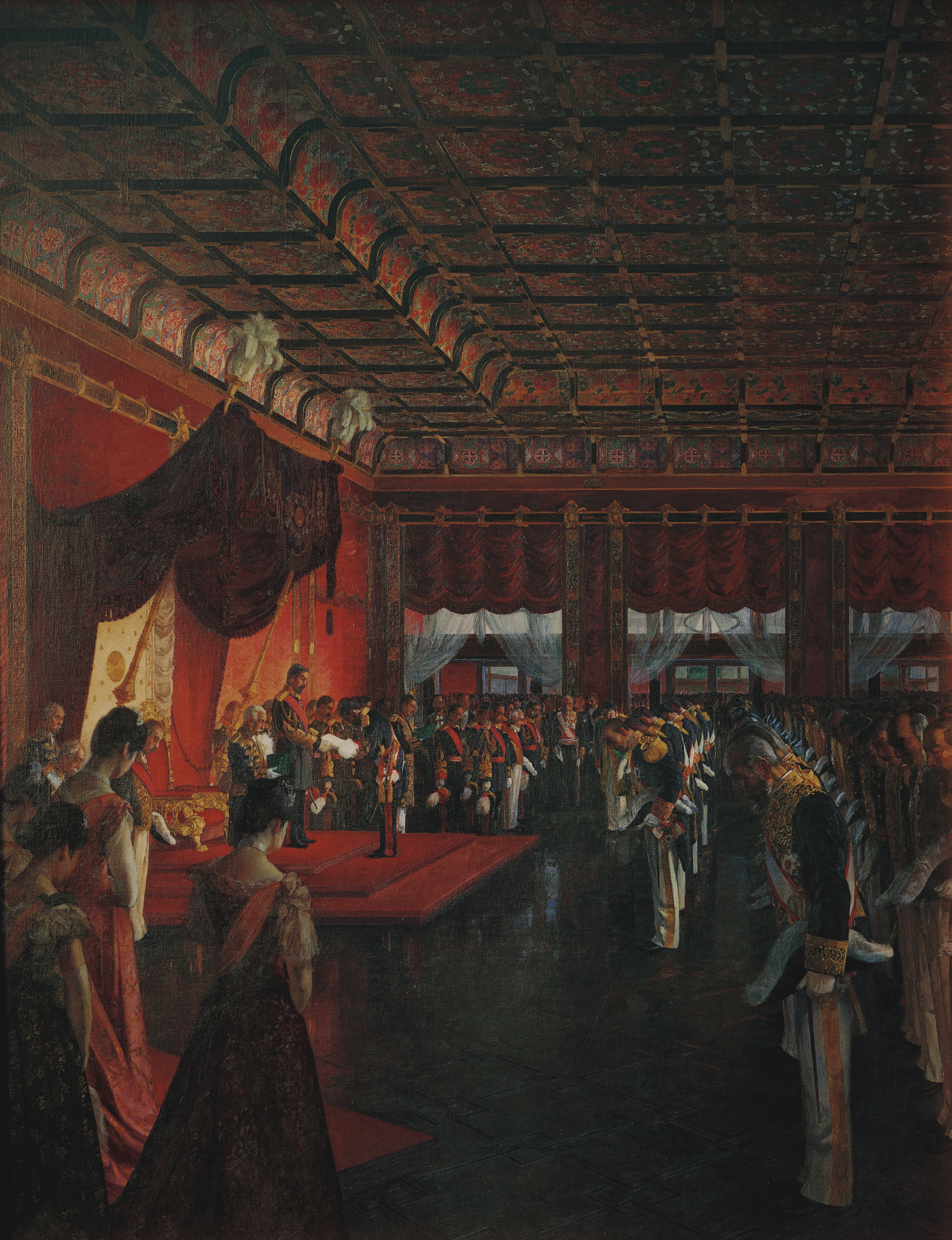
憲法頒布式（和田英作繪）

1873年（明治6年）5月，东京皇宫着火。明治天皇暂时搬到赤坂离宮居住。1875年（明治8年）4月14日，日本頒佈《漸次立憲政體樹立之詔》。1881年（明治14年）10月12日，頒布《國會開設之勅諭》。明治22年（1889年），日本頒布《大日本帝國憲法》，成為帝国元首，並是日軍名義上的最高指揮官。1877年（明治10年）2月，天皇指示保留京都御所维持原样。

### 建造明治宮殿
明治天皇遷居原江戶城之時，以原江戶城的西之丸御殿做為宮殿，但在1873年毀於火災；1879年，決定在西之丸御殿原址興建新宮殿，即日後所稱的明治宮殿。

### 繼承人出生
1879年，皇子嘉仁出生，為明治天皇與典侍柳原愛子所生。

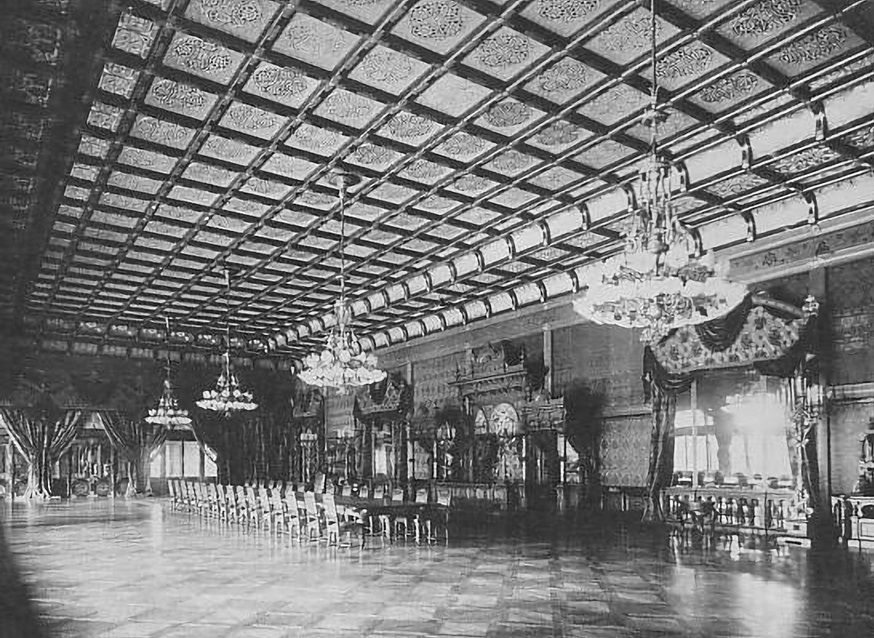
明治宮殿豊明殿

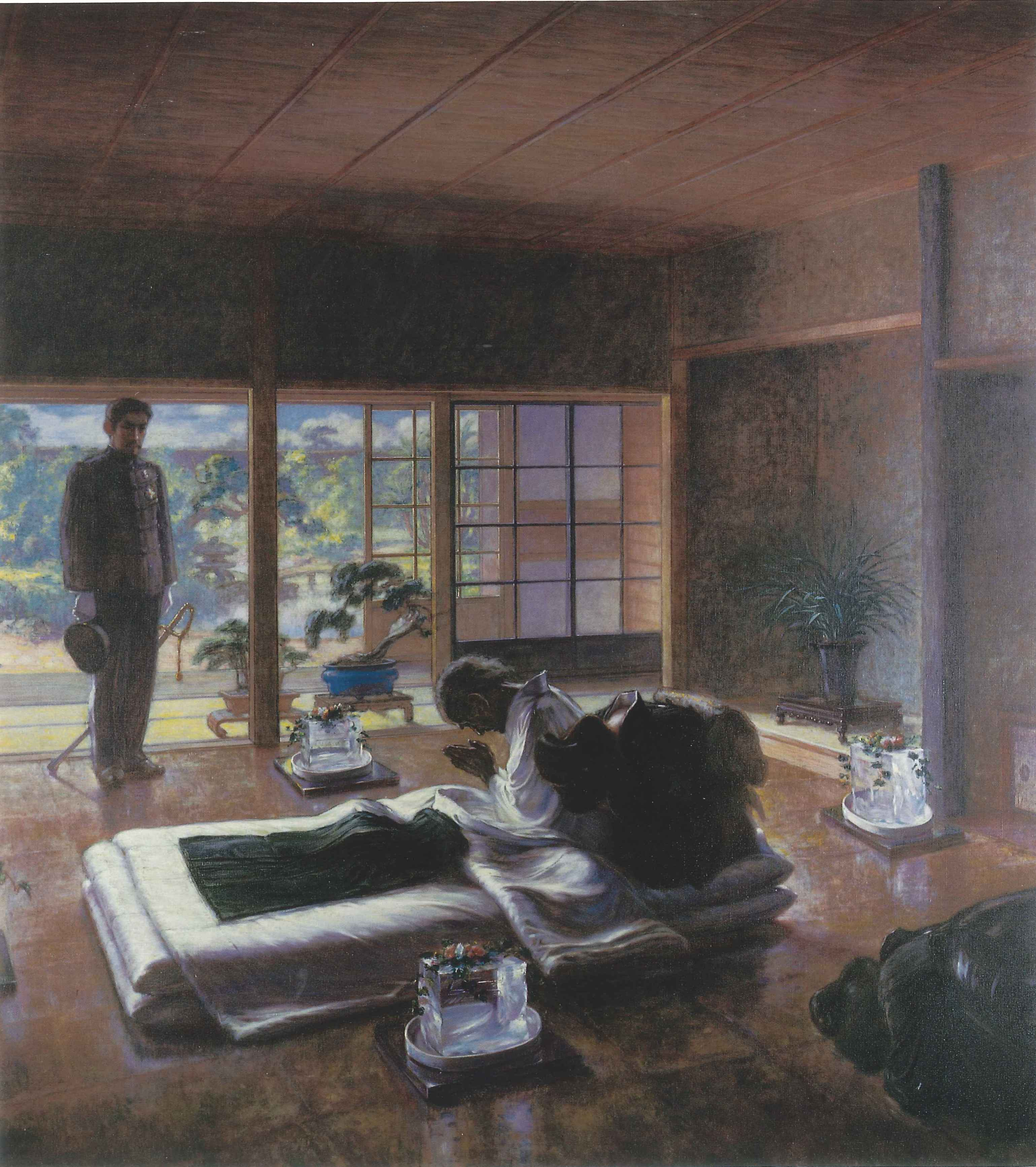
1883年，明治天皇探视病重的岩仓具视。

1888年（明治21年），明治宮殿落成，皇城再更名為宮城，至1948年更名為皇居至今。同年10月24日皇后美子也移蹕東京，此後明治天皇就以東京為新居所。1889年（明治22年），日本的皇室典范规定天皇即位典礼和大尝祭必须在京都举行。

### 佔領臺灣

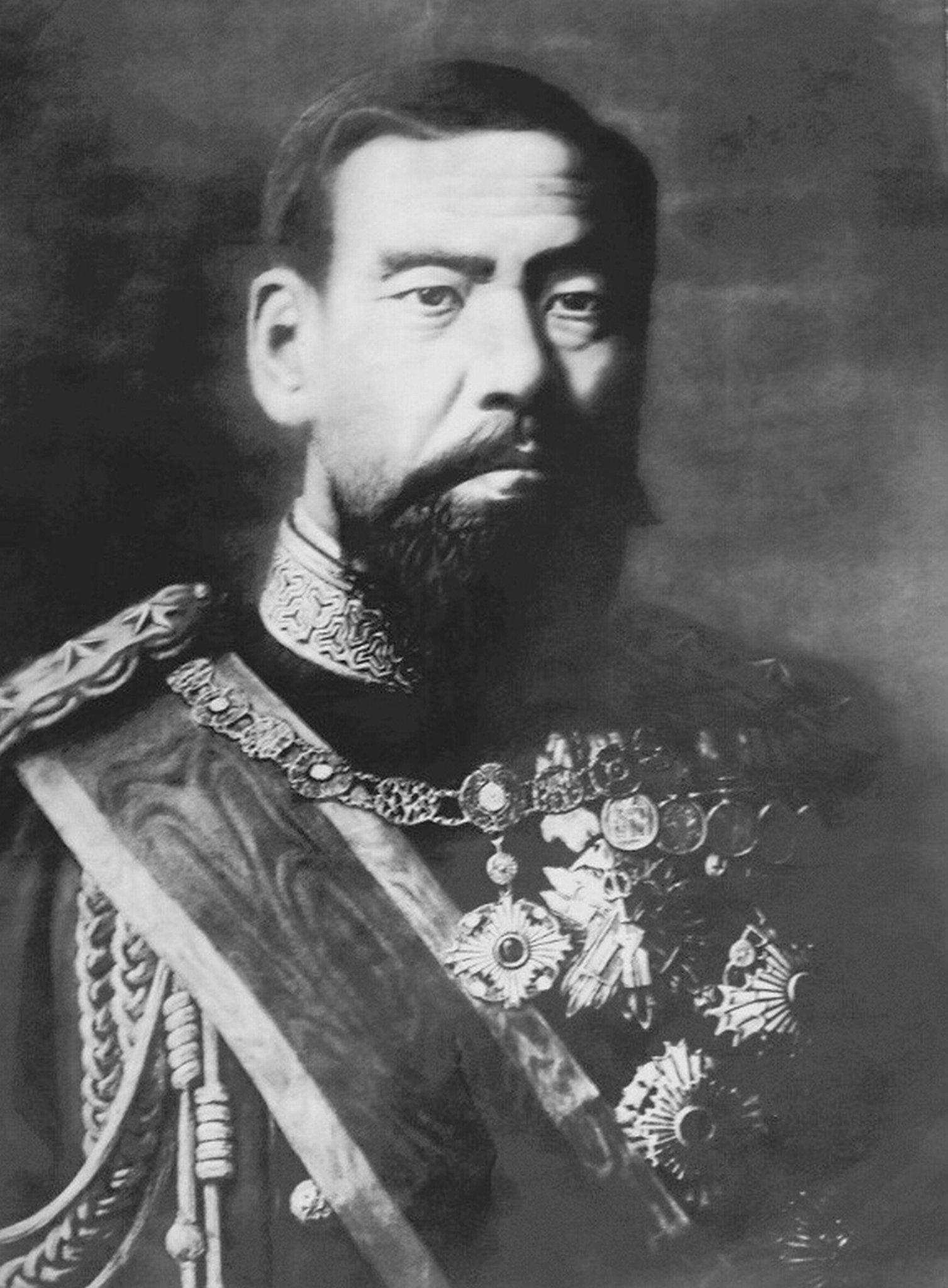
1890年代高木背水所繪的明治天皇畫像。晚年的明治天皇留着大鬍子

1894年8月1日，中日甲午戰爭爆發。1895年2月，簽訂《馬關條約》，大日本帝國在此條約中獲得了臺灣和澎湖群島的主權以及二億兩白銀的巨額賠款。明治天皇成為臺灣最高統治者。

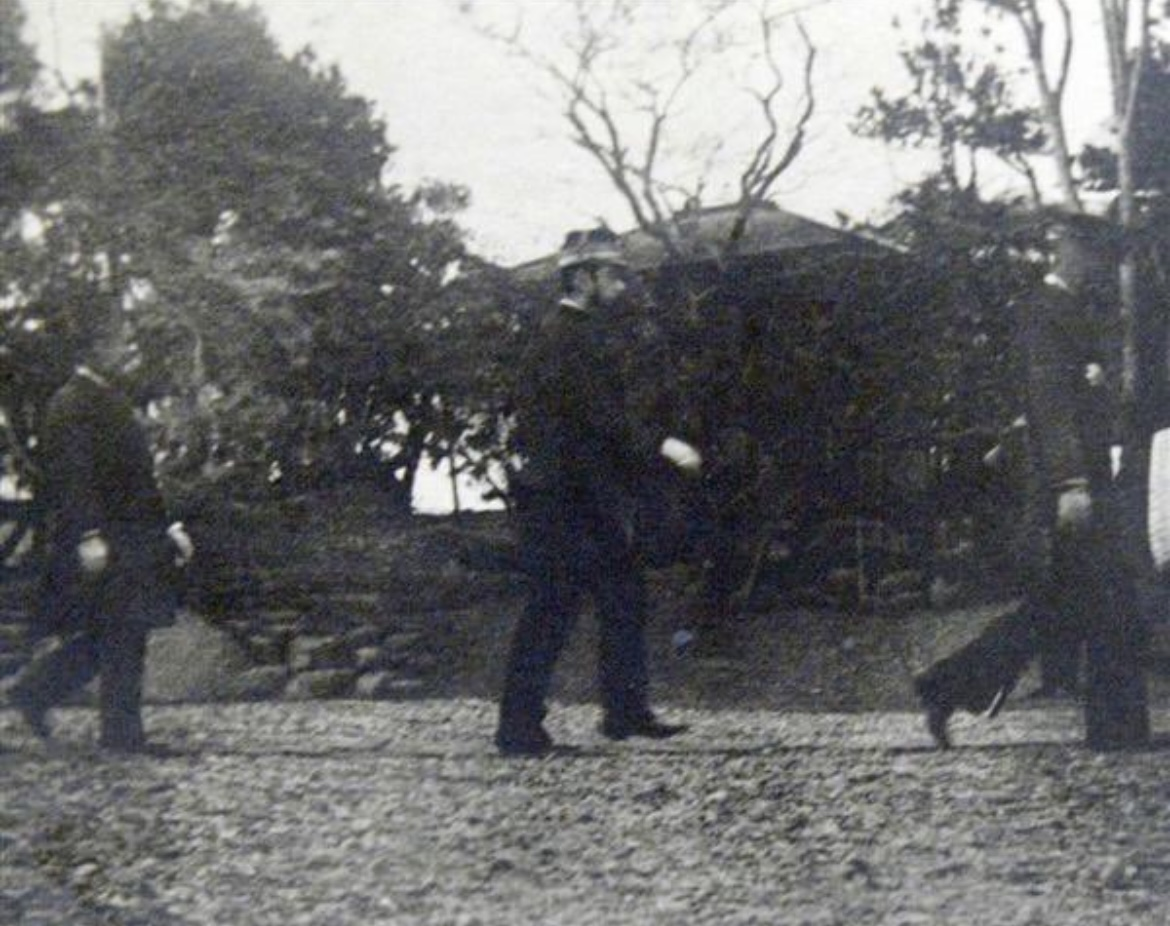
1896年，明治天皇（中）参观水户德川家官邸时的照片

1891年（明治24年），京都御所改称京都皇宮。1909年（明治42年），登极令（昭和22年废除）规定大尝祭的斋田，京都以东以南为悠纪，以西以北为主基。

### 佔領韓國
1905年第二次日韓協約之後，大韓帝國成為日本的保護國；1909年7月日本內閣會議決定合併韓國的方針，1909年10月26日伊藤博文被韓國刺客安重根暗殺之後，主張立刻合併韓國的一派成為日本對朝鮮政策的主流。
1910年8月22日，簽訂《日韓合併條約》，大韓帝國皇帝純宗將皇位及朝鮮半島全部的統治權讓予睦仁，明治天皇成為韓國最高統治者。條約將朝鮮併入版圖；此舉象徵朝鮮歷史上長久作為獨立國家地位的中斷，大韓帝國宣告滅亡，以及朝鮮日治時期的開始。《日韓合併條約》使朝鮮半島成為日本領土的一部份，大日本帝國的韓國統監府改制為朝鮮總督府，成為統治韓國半島的機關。

### 日俄战争

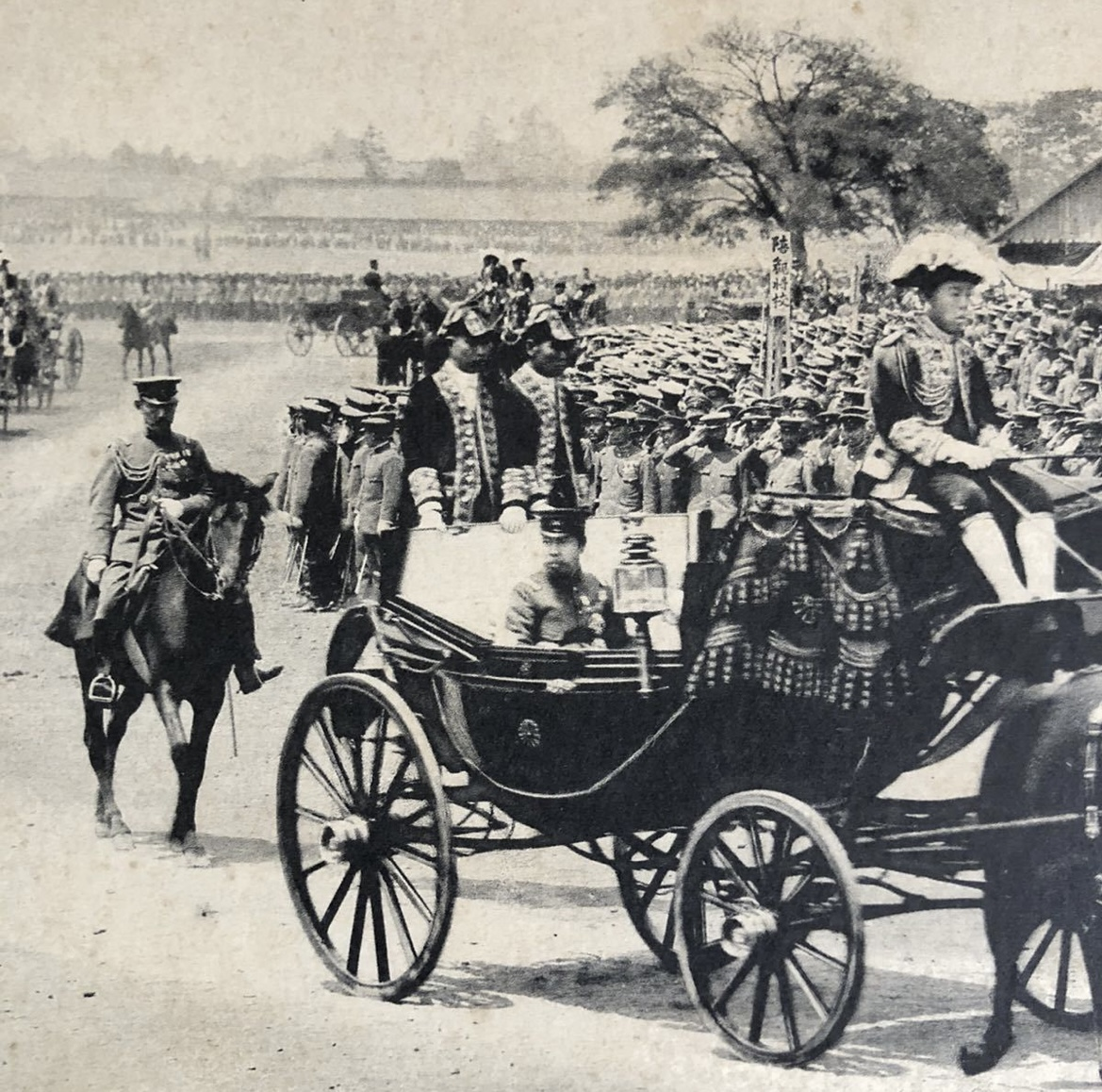
1906年，明治天皇（中）在日俄战争凯旋阅兵式上检阅军队

日俄战争期间，明治天皇在大本营督战。

### 驾崩

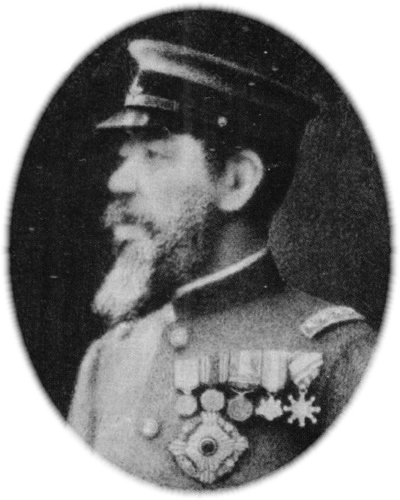
晚年时的明治天皇

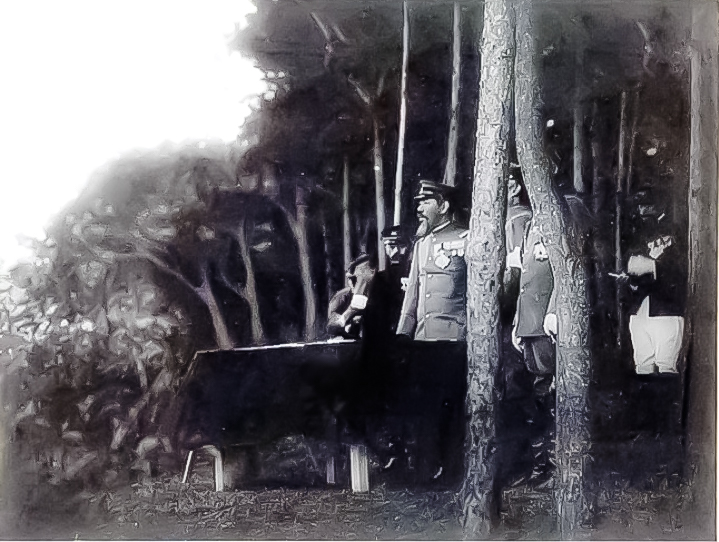
明治天皇在栃木县那须村监督演习时的照片（1909年11月，参谋本部陆地测量部摄）

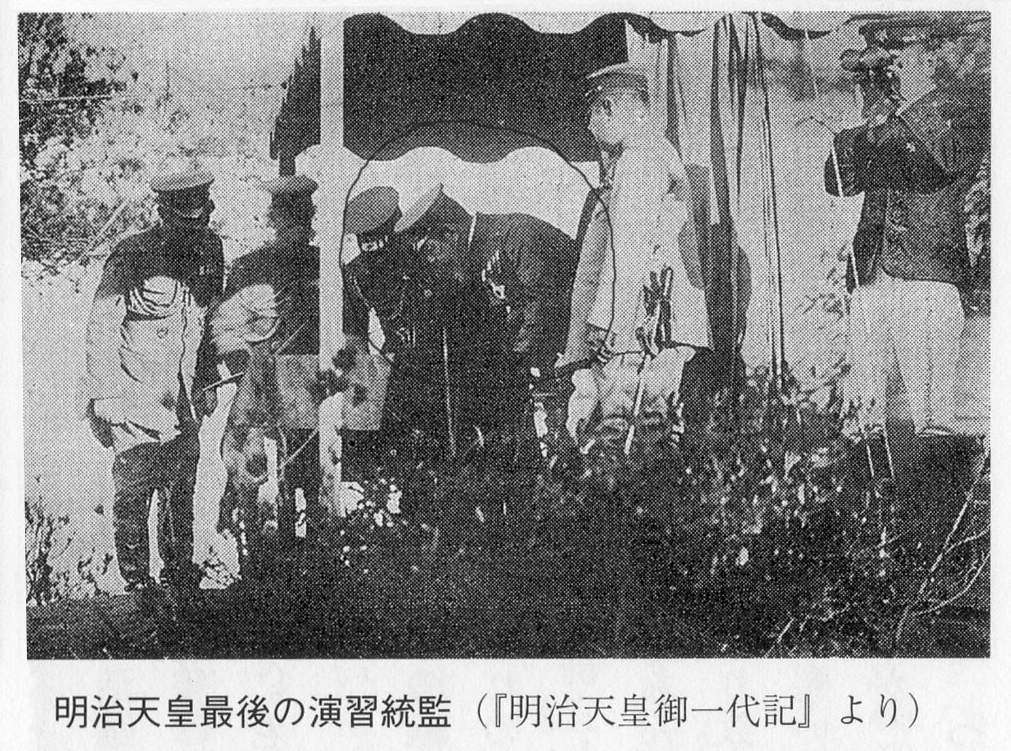
明治天皇最後一次監督演習，他彎腰檢查在桌子上的一份文件

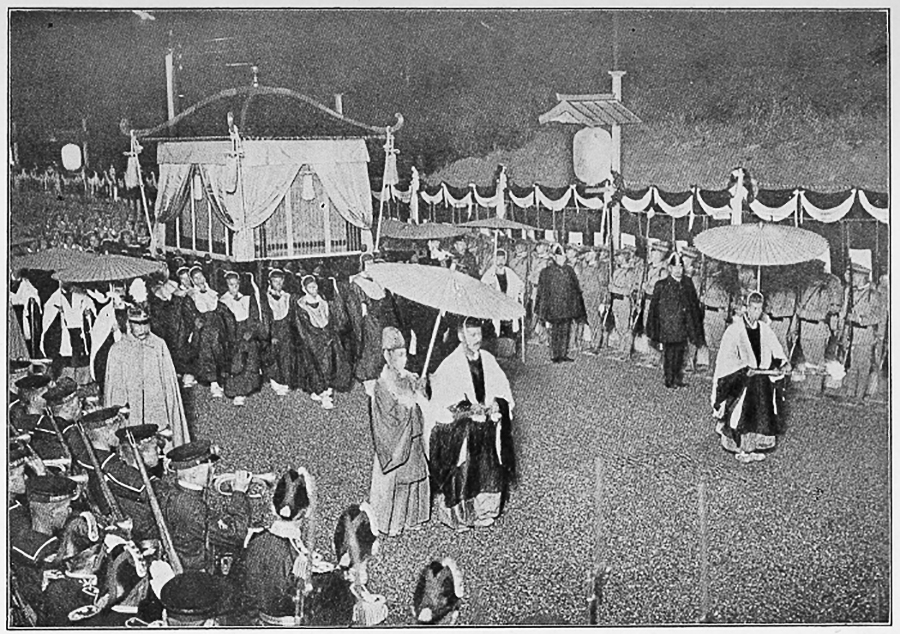
1912年，明治天皇喪禮

1912年（明治45年）7月30日，明治天皇因为糖尿病併发尿毒症在东京驾崩，享年59歲。去世後，靈柩由火車運送經東海道本線運到京都府，葬於京都市伏見桃山陵。1914年（大正3年），昭憲皇太后去世，日本政府建立明治神宮。

## 军衔

### 日本军衔
- 1872年（明治5年）9月7日 - 1873年（明治6年）5月8日　陆海军大元帅
- 1889年（明治22年）9月30日 - 1912年（明治45年）7月30日　陆海军大元帅

## 家庭

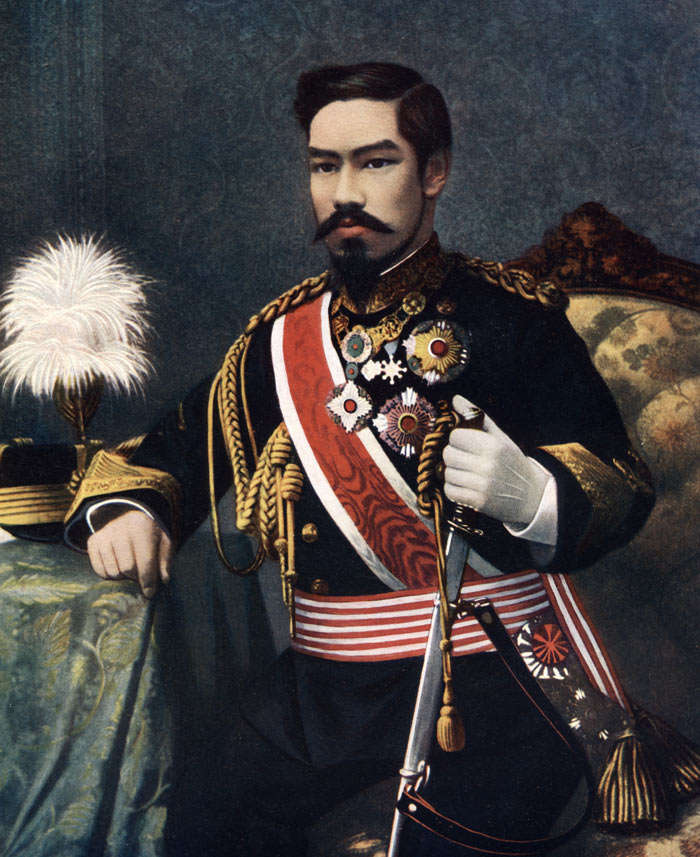
明治天皇最著名的肖像，意大利画家Edoardo Chiossone所作，後由丸木利陽拍摄為「御真影」（1888年1月）

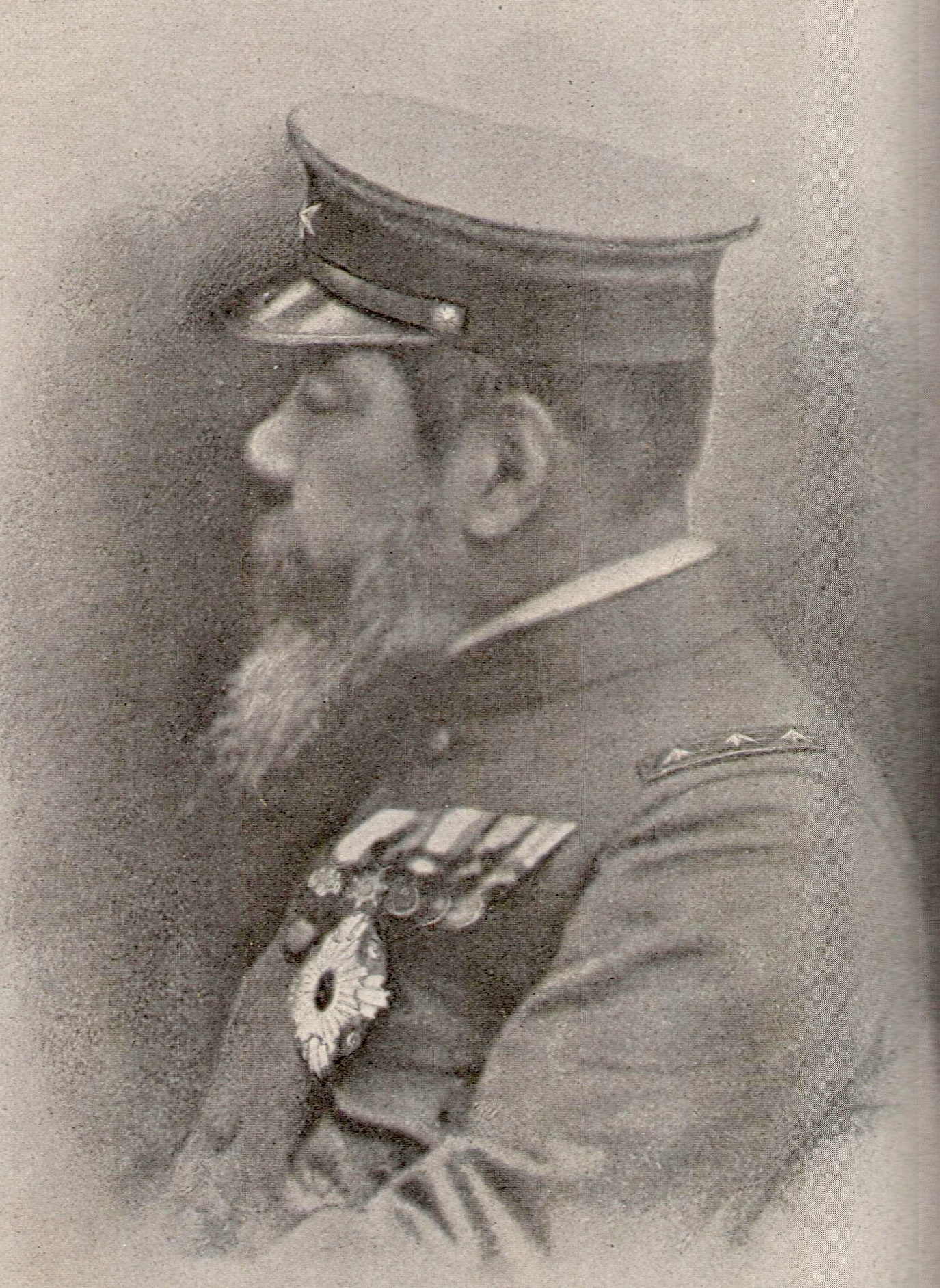
明治天皇最晚年照片（摄於1912年其駕崩前夕）

- 皇后：一條美子（昭憲皇太后，1849年5月9日－1914年4月9日），左大臣一條忠香三女。無子女。
- 權典侍：葉室光子（日语：葉室光子）（緋桃典侍，1853年2月3日－1873年9月22日），權大納言葉室長順次女。
  - 长子：稚瑞照彦尊（1873），死產。光子在產後四日病逝。
- 權典侍：橋本夏子（日语：橋本夏子）（小櫻典侍，1856年3月19日－1873年11月14日），權大納言橋本實麗（日语：橋本実麗）外孫女、養女，少納言東坊城夏長次女。
  - 长女：稚高依姬尊（日语：稚高依姫尊）（1873），死產。夏子在產後翌日病逝。
- 典侍：柳原愛子（早蕨典侍，1859年6月26日－1943年10月16日），權中納言柳原光愛次女。
  - 次女：梅宮薰子内親王（1875－1876），早夭。
  - 次子：建宮敬仁親王（1877－1878），早夭。
  - 三子：明宮嘉仁親王（1879－1926），後為第123代・大正天皇
- 權典侍：千種任子（花松權典侍，1855年7月19日－1944年2月1日），子爵千種有任（日语：千種有任）長女[3]
  - 三女：滋宮韶子內親王（1881－1883），早夭。
  - 四女：增宮章子內親王（1883），早夭。
- 權典侍：園祥子（小菊典侍，1867年12月23日－1947年7月7日），伯爵園基祥次女[4]
  - 五女：久宮靜子內親王（日语：久宮静子内親王）（1886－1887），早夭。
  - 四子：昭宮猷仁親王（1887－1888），早夭。
  - 六女：常宮昌子內親王（1888－1940），竹田宮恒久王妃。
  - 七女：周宮房子內親王（1890－1974），北白川宮成久王妃。
  - 八女：富美宮允子內親王（日语：鳩彦王妃允子内親王）（1891－1933），朝香宮鳩彦王妃。
  - 五子：滿宮輝仁親王（1893－1894），早夭。
  - 九女：泰宮聰子內親王（1896－1978），東久邇宮稔彥王妃。
  - 幼女：貞宮多喜子内親王（日语：貞宮多喜子内親王）（1897－1899），早夭。
- 猶子：華頂宮博厚親王（1875－1883），華頂宮博經親王獨子，早夭。

## 系譜
|  |  | (114) 中御門天皇   | (114) 中御門天皇   | (114) 中御門天皇   | (114) 中御門天皇   | (114) 中御門天皇   | (114) 中御門天皇   |  |  | (115) 櫻町天皇     | (115) 櫻町天皇     | (115) 櫻町天皇     | (115) 櫻町天皇     | (115) 櫻町天皇     | (115) 櫻町天皇     |  |  | (117) 後櫻町天皇     | (117) 後櫻町天皇     | (117) 後櫻町天皇     | (117) 後櫻町天皇     | (117) 後櫻町天皇     | (117) 後櫻町天皇     |  |  |                  |                  |                  |                  |                  |                  |  |  |                |                |                |                |                |                |  |  |               |               |               |               |               |               |  |  |
|  |  | (114) 中御門天皇   | (114) 中御門天皇   | (114) 中御門天皇   | (114) 中御門天皇   | (114) 中御門天皇   | (114) 中御門天皇   |  |  | (115) 櫻町天皇     | (115) 櫻町天皇     | (115) 櫻町天皇     | (115) 櫻町天皇     | (115) 櫻町天皇     | (115) 櫻町天皇     |  |  | (117) 後櫻町天皇     | (117) 後櫻町天皇     | (117) 後櫻町天皇     | (117) 後櫻町天皇     | (117) 後櫻町天皇     | (117) 後櫻町天皇     |  |  |                  |                  |                  |                  |                  |                  |  |  |                |                |                |                |                |                |  |  |               |               |               |               |               |               |  |  |
|  |  |                    |                    |                    |                    |                    |                    |  |  |                    |                    |                    |                    |                    |                    |  |  |                      |                      |                      |                      |                      |                      |  |  |                  |                  |                  |                  |                  |                  |  |  |                |                |                |                |                |                |  |  |               |               |               |               |               |               |  |  |
|  |  |                    |                    |                    |                    |                    |                    |  |  |                    |                    |                    |                    |                    |                    |  |  | (116) 桃園天皇       | (116) 桃園天皇       | (116) 桃園天皇       | (116) 桃園天皇       | (116) 桃園天皇       | (116) 桃園天皇       |  |  | (118) 後桃園天皇 | (118) 後桃園天皇 | (118) 後桃園天皇 | (118) 後桃園天皇 | (118) 後桃園天皇 | (118) 後桃園天皇 |  |  |                |                |                |                |                |                |  |  |               |               |               |               |               |               |  |  |
|  |  |                    |                    |                    |                    |                    |                    |  |  |                    |                    |                    |                    |                    |                    |  |  | (116) 桃園天皇       | (116) 桃園天皇       | (116) 桃園天皇       | (116) 桃園天皇       | (116) 桃園天皇       | (116) 桃園天皇       |  |  | (118) 後桃園天皇 | (118) 後桃園天皇 | (118) 後桃園天皇 | (118) 後桃園天皇 | (118) 後桃園天皇 | (118) 後桃園天皇 |  |  |                |                |                |                |                |                |  |  |               |               |               |               |               |               |  |  |
|  |  |                    |                    |                    |                    |                    |                    |  |  |                    |                    |                    |                    |                    |                    |  |  |                      |                      |                      |                      |                      |                      |  |  |                  |                  |                  |                  |                  |                  |  |  |                |                |                |                |                |                |  |  |               |               |               |               |               |               |  |  |
|  |  | （閑院宮）直仁親王 | （閑院宮）直仁親王 | （閑院宮）直仁親王 | （閑院宮）直仁親王 | （閑院宮）直仁親王 | （閑院宮）直仁親王 |  |  | 典仁親王（慶光院） | 典仁親王（慶光院） | 典仁親王（慶光院） | 典仁親王（慶光院） | 典仁親王（慶光院） | 典仁親王（慶光院） |  |  | 美仁親王〔閑院宮家〕 | 美仁親王〔閑院宮家〕 | 美仁親王〔閑院宮家〕 | 美仁親王〔閑院宮家〕 | 美仁親王〔閑院宮家〕 | 美仁親王〔閑院宮家〕 |  |  |                  |                  |                  |                  |                  |                  |  |  |                |                |                |                |                |                |  |  |               |               |               |               |               |               |  |  |
|  |  | （閑院宮）直仁親王 | （閑院宮）直仁親王 | （閑院宮）直仁親王 | （閑院宮）直仁親王 | （閑院宮）直仁親王 | （閑院宮）直仁親王 |  |  | 典仁親王（慶光院） | 典仁親王（慶光院） | 典仁親王（慶光院） | 典仁親王（慶光院） | 典仁親王（慶光院） | 典仁親王（慶光院） |  |  | 美仁親王〔閑院宮家〕 | 美仁親王〔閑院宮家〕 | 美仁親王〔閑院宮家〕 | 美仁親王〔閑院宮家〕 | 美仁親王〔閑院宮家〕 | 美仁親王〔閑院宮家〕 |  |  |                  |                  |                  |                  |                  |                  |  |  |                |                |                |                |                |                |  |  |               |               |               |               |               |               |  |  |
|  |  |                    |                    |                    |                    |                    |                    |  |  |                    |                    |                    |                    |                    |                    |  |  |                      |                      |                      |                      |                      |                      |  |  |                  |                  |                  |                  |                  |                  |  |  |                |                |                |                |                |                |  |  |               |               |               |               |               |               |  |  |
|  |  |                    |                    |                    |                    |                    |                    |  |  |                    |                    |                    |                    |                    |                    |  |  | (119) 光格天皇       | (119) 光格天皇       | (119) 光格天皇       | (119) 光格天皇       | (119) 光格天皇       | (119) 光格天皇       |  |  | (120) 仁孝天皇   | (120) 仁孝天皇   | (120) 仁孝天皇   | (120) 仁孝天皇   | (120) 仁孝天皇   | (120) 仁孝天皇   |  |  | (121) 孝明天皇 | (121) 孝明天皇 | (121) 孝明天皇 | (121) 孝明天皇 | (121) 孝明天皇 | (121) 孝明天皇 |  |  | (122)明治天皇 | (122)明治天皇 | (122)明治天皇 | (122)明治天皇 | (122)明治天皇 | (122)明治天皇 |  |  |
|  |  |                    |                    |                    |                    |                    |                    |  |  |                    |                    |                    |                    |                    |                    |  |  | (119) 光格天皇       | (119) 光格天皇       | (119) 光格天皇       | (119) 光格天皇       | (119) 光格天皇       | (119) 光格天皇       |  |  | (120) 仁孝天皇   | (120) 仁孝天皇   | (120) 仁孝天皇   | (120) 仁孝天皇   | (120) 仁孝天皇   | (120) 仁孝天皇   |  |  | (121) 孝明天皇 | (121) 孝明天皇 | (121) 孝明天皇 | (121) 孝明天皇 | (121) 孝明天皇 | (121) 孝明天皇 |  |  | (122)明治天皇 | (122)明治天皇 | (122)明治天皇 | (122)明治天皇 | (122)明治天皇 | (122)明治天皇 |  |  |
|  |  |                    |                    |                    |                    |                    |                    |  |  |                    |                    |                    |                    |                    |                    |  |  |                      |                      |                      |                      |                      |                      |  |  |                  |                  |                  |                  |                  |                  |  |  |                |                |                |                |                |                |  |  |               |               |               |               |               |               |  |  |
|  |  |                    |                    |                    |                    |                    |                    |  |  | 鷹司輔平           | 鷹司輔平           | 鷹司輔平           | 鷹司輔平           | 鷹司輔平           | 鷹司輔平           |  |  |                      |                      |                      |                      |                      |                      |  |  |                  |                  |                  |                  |                  |                  |  |  | 和宮親子內親王 | 和宮親子內親王 | 和宮親子內親王 | 和宮親子內親王 | 和宮親子內親王 | 和宮親子內親王 |  |  |               |               |               |               |               |               |  |  |
|  |  |                    |                    |                    |                    |                    |                    |  |  | 鷹司輔平           | 鷹司輔平           | 鷹司輔平           | 鷹司輔平           | 鷹司輔平           | 鷹司輔平           |  |  |                      |                      |                      |                      |                      |                      |  |  |                  |                  |                  |                  |                  |                  |  |  | 和宮親子內親王 | 和宮親子內親王 | 和宮親子內親王 | 和宮親子內親王 | 和宮親子內親王 | 和宮親子內親王 |  |  |               |               |               |               |               |               |  |  |

|  |  | (122)明治天皇 | (122)明治天皇 | (122)明治天皇 | (122)明治天皇 | (122)明治天皇 | (122)明治天皇 |  |  | (123)大正天皇 | (123)大正天皇 | (123)大正天皇 | (123)大正天皇 | (123)大正天皇 | (123)大正天皇 |  |  | (124)昭和天皇      | (124)昭和天皇      | (124)昭和天皇      | (124)昭和天皇      | (124)昭和天皇      | (124)昭和天皇      |  |  | (125)上皇（明仁）  | (125)上皇（明仁）  | (125)上皇（明仁）  | (125)上皇（明仁）  | (125)上皇（明仁）  | (125)上皇（明仁）  |  |  | (126)今上天皇（德仁）  | (126)今上天皇（德仁）  | (126)今上天皇（德仁）  | (126)今上天皇（德仁）  | (126)今上天皇（德仁）  | (126)今上天皇（德仁）  |  |  |          |          |          |          |          |          |  |  |
|  |  | (122)明治天皇 | (122)明治天皇 | (122)明治天皇 | (122)明治天皇 | (122)明治天皇 | (122)明治天皇 |  |  | (123)大正天皇 | (123)大正天皇 | (123)大正天皇 | (123)大正天皇 | (123)大正天皇 | (123)大正天皇 |  |  | (124)昭和天皇      | (124)昭和天皇      | (124)昭和天皇      | (124)昭和天皇      | (124)昭和天皇      | (124)昭和天皇      |  |  | (125)上皇（明仁）  | (125)上皇（明仁）  | (125)上皇（明仁）  | (125)上皇（明仁）  | (125)上皇（明仁）  | (125)上皇（明仁）  |  |  | (126)今上天皇（德仁）  | (126)今上天皇（德仁）  | (126)今上天皇（德仁）  | (126)今上天皇（德仁）  | (126)今上天皇（德仁）  | (126)今上天皇（德仁）  |  |  |          |          |          |          |          |          |  |  |
|  |  |               |               |               |               |               |               |  |  |               |               |               |               |               |               |  |  |                    |                    |                    |                    |                    |                    |  |  |                    |                    |                    |                    |                    |                    |  |  |                        |                        |                        |                        |                        |                        |  |  |          |          |          |          |          |          |  |  |
|  |  |               |               |               |               |               |               |  |  |               |               |               |               |               |               |  |  | （秩父宮）雍仁親王 | （秩父宮）雍仁親王 | （秩父宮）雍仁親王 | （秩父宮）雍仁親王 | （秩父宮）雍仁親王 | （秩父宮）雍仁親王 |  |  | （常陸宮）正仁親王 | （常陸宮）正仁親王 | （常陸宮）正仁親王 | （常陸宮）正仁親王 | （常陸宮）正仁親王 | （常陸宮）正仁親王 |  |  | （秋篠宮）皇嗣文仁親王 | （秋篠宮）皇嗣文仁親王 | （秋篠宮）皇嗣文仁親王 | （秋篠宮）皇嗣文仁親王 | （秋篠宮）皇嗣文仁親王 | （秋篠宮）皇嗣文仁親王 |  |  | 悠仁親王 | 悠仁親王 | 悠仁親王 | 悠仁親王 | 悠仁親王 | 悠仁親王 |  |  |
|  |  |               |               |               |               |               |               |  |  |               |               |               |               |               |               |  |  | （秩父宮）雍仁親王 | （秩父宮）雍仁親王 | （秩父宮）雍仁親王 | （秩父宮）雍仁親王 | （秩父宮）雍仁親王 | （秩父宮）雍仁親王 |  |  | （常陸宮）正仁親王 | （常陸宮）正仁親王 | （常陸宮）正仁親王 | （常陸宮）正仁親王 | （常陸宮）正仁親王 | （常陸宮）正仁親王 |  |  | （秋篠宮）皇嗣文仁親王 | （秋篠宮）皇嗣文仁親王 | （秋篠宮）皇嗣文仁親王 | （秋篠宮）皇嗣文仁親王 | （秋篠宮）皇嗣文仁親王 | （秋篠宮）皇嗣文仁親王 |  |  | 悠仁親王 | 悠仁親王 | 悠仁親王 | 悠仁親王 | 悠仁親王 | 悠仁親王 |  |  |
|  |  |               |               |               |               |               |               |  |  |               |               |               |               |               |               |  |  |                    |                    |                    |                    |                    |                    |  |  |                    |                    |                    |                    |                    |                    |  |  |                        |                        |                        |                        |                        |                        |  |  |          |          |          |          |          |          |  |  |
|  |  |               |               |               |               |               |               |  |  |               |               |               |               |               |               |  |  | （高松宮）宣仁親王 | （高松宮）宣仁親王 | （高松宮）宣仁親王 | （高松宮）宣仁親王 | （高松宮）宣仁親王 | （高松宮）宣仁親王 |  |  | 寬仁親王           | 寬仁親王           | 寬仁親王           | 寬仁親王           | 寬仁親王           | 寬仁親王           |  |  |                        |                        |                        |                        |                        |                        |  |  |          |          |          |          |          |          |  |  |
|  |  |               |               |               |               |               |               |  |  |               |               |               |               |               |               |  |  | （高松宮）宣仁親王 | （高松宮）宣仁親王 | （高松宮）宣仁親王 | （高松宮）宣仁親王 | （高松宮）宣仁親王 | （高松宮）宣仁親王 |  |  | 寬仁親王           | 寬仁親王           | 寬仁親王           | 寬仁親王           | 寬仁親王           | 寬仁親王           |  |  |                        |                        |                        |                        |                        |                        |  |  |          |          |          |          |          |          |  |  |
|  |  |               |               |               |               |               |               |  |  |               |               |               |               |               |               |  |  |                    |                    |                    |                    |                    |                    |  |  |                    |                    |                    |                    |                    |                    |  |  |                        |                        |                        |                        |                        |                        |  |  |          |          |          |          |          |          |  |  |
|  |  |               |               |               |               |               |               |  |  |               |               |               |               |               |               |  |  | （三笠宮）崇仁親王 | （三笠宮）崇仁親王 | （三笠宮）崇仁親王 | （三笠宮）崇仁親王 | （三笠宮）崇仁親王 | （三笠宮）崇仁親王 |  |  | （桂宮）宜仁親王   | （桂宮）宜仁親王   | （桂宮）宜仁親王   | （桂宮）宜仁親王   | （桂宮）宜仁親王   | （桂宮）宜仁親王   |  |  |                        |                        |                        |                        |                        |                        |  |  |          |          |          |          |          |          |  |  |
|  |  |               |               |               |               |               |               |  |  |               |               |               |               |               |               |  |  | （三笠宮）崇仁親王 | （三笠宮）崇仁親王 | （三笠宮）崇仁親王 | （三笠宮）崇仁親王 | （三笠宮）崇仁親王 | （三笠宮）崇仁親王 |  |  | （桂宮）宜仁親王   | （桂宮）宜仁親王   | （桂宮）宜仁親王   | （桂宮）宜仁親王   | （桂宮）宜仁親王   | （桂宮）宜仁親王   |  |  |                        |                        |                        |                        |                        |                        |  |  |          |          |          |          |          |          |  |  |
|  |  |               |               |               |               |               |               |  |  |               |               |               |               |               |               |  |  |                    |                    |                    |                    |                    |                    |  |  |                    |                    |                    |                    |                    |                    |  |  |                        |                        |                        |                        |                        |                        |  |  |          |          |          |          |          |          |  |  |
|  |  |               |               |               |               |               |               |  |  |               |               |               |               |               |               |  |  |                    |                    |                    |                    |                    |                    |  |  | （高圓宮）憲仁親王 |                    |                    |                    |                    |                    |  |  |                        |                        |                        |                        |                        |                        |  |  |          |          |          |          |          |          |  |  |
|  |  |               |               |               |               |               |               |  |  |               |               |               |               |               |               |  |  |                    |                    |                    |                    |                    |                    |  |  |                    |                    |                    |                    |                    |                    |  |  |                        |                        |                        |                        |                        |                        |  |  |          |          |          |          |          |          |  |  |

## 榮譽

### 日本
- 大勳位菊花章頸飾
- 大勋位菊花大绶章
- 勋一等旭日桐花大綬章

### 國外
- 奥匈帝国
  -  大十字级圣司提反勋章（1881年5月16日）[5]
- 比利时
  -  大绶级利奧波德勳章（1880年11月20日）
- 丹麦
  -  骑士级大象勋章（1887年5月18日）
- 法國
  -  大十字级法国荣誉军团勋章（1883年3月20日）
- 德意志帝國
  -  普魯士王國
    -  黑鷹勳章颈饰（1895年6月10日）

  -  不伦瑞克公国
    -  大十字级狮子亨利勋章（1907年6月18日）

  -  聖休伯特勳章（英语：Order of Saint Hubert）
  -  獅子亨利勳章（英语：Order of Henry the Lion）
  -  薩克森-歐內斯廷家族勳章（英语：Saxe-Ernestine House Order）
  -  溫迪什王室勳章（英语：House Order of the Wendish Crown）
  -  白隼勳章（英语：Order of the White Falcon）
  -  王冠勳章（符騰堡）（英语：Order of the Crown (Württemberg)）
- 希臘救世主勳章
- 夏威夷王國卡美哈美哈一世皇家勳章（英语：Royal Order of Kamehameha I）（騎士大十字）
- 義大利王國：
  -  聖阿農齊亞塔騎士團（英语：Supreme Order of the Most Holy Annunciation）[6]
  -  聖莫里斯和拉撒路勳章（英语：Order of Saints Maurice and Lazarus）（騎士大十字）
  -  義大利王冠勳章（英语：Order of the Crown of Italy）（騎士大十字）
- 大勳位金尺大綬章（大韓帝國）
- 達尼洛一世王子勳章（英语：Order of Prince Danilo I）
- 榮譽勳章（奧斯曼帝國）（英语：Order of Distinction (Ottoman Empire)）
- 三聯大十字勳章（英语：Sash of the Three Orders）（葡萄牙帝國）
- 御賜雙龍寶星（大清帝國）
- 聖安德列勳章（俄羅斯帝國）
- 金羊毛騎士團
- 扎克里皇室勳章（泰國王室）
- 皇家六翼天使勳章（瑞典）
- 嘉德勳章（大英帝國）

## 影视形象

### 系列电影
- 新东宝天皇三部曲
  - 明治天皇与日俄大战争（新东宝（日语：新東宝）、1957年、演：岚宽寿郎（日语：嵐寛寿郎））
  - 天皇・皇后与中日甲午战争（日语：天皇・皇后と日清戦争）（新东宝（日语：新東宝）、1958年、演：岚宽寿郎（日语：嵐寛寿郎））
  - 明治大帝与乃木将军（新东宝（日语：新東宝）、1959年、演：岚宽寿郎（日语：嵐寛寿郎））
- 明治大帝御一代记(国宝编)（大藏电影、1964年、演：岚宽寿郎（日语：嵐寛寿郎））※上面的三部曲电影重新编辑版本。